# جائزة غانا للمرأة الشجاعة
جائزة غانا للمرأة الشُجاعة هي جائزة مشابهة للجائزة الدولية للمرأة الشجاعة ، هي جائزة أمريكية قدمتها وزارة الخارجية الأمريكية إلى النساء الغانيات اللاتي أظهرن القيادة والشجاعة والحيلة و المهارة والاستعداد للتضحية من أجل الآخرين و من أجل الأرتقاء بالمجتمع ،و أيضاً لتعزيز حقوق المرأة في دولة غانا.

## الفائزون بالجائزة حسب السنة

### عام 2017
- شارلوت أوسي[1]

### عام2018
- ستيلا ساكا[2][3]